# Claustrofobia (banda)
Claustrofobia é uma banda brasileira de death/thrash metal, formada em São Paulo no ano de 1994 pelos irmãos Marcus D'Angelo e Caio D'Angelo.
É considerada uma das principais bandas underground do metal extremo no Brasil contando com fãs na Europa Oriental, e é considerado que ela possui mais popularidade e reconhecimento no exterior do que no próprio Brasil.

## História
A banda começou em 1994, em Leme, no estado de São Paulo. Nos últimos 20 anos, a banda figurou na cena underground, tornando-se uma das mais importantes bandas de thrash/hardcore/death metal do underground brasileiro. Já se apresentou em locais como todo o Brasil, América do Sul e Europa, a última em duas turnês, dividindo o palco com bandas como Soulfly, Destruction, In Flames, Brujeria, Napalm Death, Vader, Krisiun, Helmet, Hate Eternal, Ratos de Porão, Paul Di Anno, Sepultura, Kreator e Slayer.
Em 2011, lançou o álbum Peste, primeiro álbum inteiramente composto em português.
Em setembro de 2016, lançam o álbum Download Hatred, que conta com participações especiais de Andreas Kisser e Moyses Kolesne.
Em agosto de 2018, lançou o EP Swamp Loco com cinco faixas inéditas.
No dia 4 de outubro de 2019 a banda realizou uma histórica apresentação no Rock in Rio ao lado da banda Torture Squad, que contou também com a participação especial do vocalista do Testament, Chuck Billy. Também em 2019, a banda também abriu o último show do Slayer em São Paulo.
Em 11 de março de 2022, lançam seu sétimo álbum de estúdio, Unleeched.
Em fevereiro de 2023, lançam o clipe de “Stronger Than Faith”, faixa de Unleeched. Entre outubro e novembro do mesmo ano, farão shows de abertura da turnê do Exciter em nove cidades nos Estados Unidos.

## Discografia

### Álbuns de estúdio
- 2000 - Claustrofobia
- 2002 - Thrasher
- 2005 - Fulminant
- 2009 - I See Red
- 2011 - Peste (Com relançamento em 2014 incluindo 3 faixas bônus)
- 2016 - Download Hatred
- 2022 - Unleeched

### Álbuns demo
- 1995 - Saint War
- 1996 - Manifestações

### Álbum EP
- 2018 - Swamp Loco

### DVD
Em março de 2015 foi lançado o primeiro DVD da banda. intitulado "Visceral". O DVD contém aprestações ao vivo um documentário sobre os 20 anos de carreira da banda até os dias de hoje.

## Algumas apresentações
- Banda escolhida por voto popular para ser pré show da banda alemã Kreator em Manaus/AM(2013);
- Abertura para a banda In Flames (2009);
- Apresentação no Programa Gordo Freak Show na MTV (2005);
- Abertura para a banda britânica Napalm Death - São Paulo/SP (2004 e 2005);
- Turnê de 40 dias pelo Norte/Nordeste do Brasil - "Thrasher Tour" (2004);
- Apresentação na 1ª Edição do Sepulfest com Sepultura, RDP e Nação Zumbi - São Paulo/SP (2004);
- Abertura para a banda alemã Destruction - Teresina/PI e São Luis/MA (2004);
- Abertura para o ex-vocalista do Iron Maiden, Paul Di Anno  São Paulo/SP (2004);
- Abertura para a banda Hate Eternal Festival Setembro Negro (2002);
- Divulgação do álbum THRASHER no Programa Riff MTV (2002);
- Apresentação ao vivo no Programa Musikaos - TV Cultura, com Sepultura (2001);
- Apresentação no quadro Novo Som do Brasil - Rede Globo TV (2001);
- Entrevista e apresentação ao vivo no Programa Fúria MTV (2000);
- Apresentação ao vivo no Programa UltraSom MTV (1998);
- Abertura do show da banda Soulfly (1998);
- Entrevista no Programa Jornal da MTV;
- Abertura do show de despedida da banda Slayer em São Paulo-SP (2019).